# Zawada (województwo dolnośląskie)
Zawada (niem. Dyhrnfeld) – wieś w Polsce położona w województwie dolnośląskim, w powiecie oleśnickim, w gminie Syców.
| SIMC    | Nazwa               | Rodzaj     |
| ------- | ------------------- | ---------- |
| 0209645 | Błotnik             | przysiółek |
| 0209651 | Wojciechowo Wielkie | przysiółek |

W latach 1975–1998 miejscowość należała administracyjnie do województwa kaliskiego.